# Метод Чаплыгина
Ме́тод Чаплы́гина (также известен как метод двухсторонних приближений) — метод приближённого решения дифференциальных уравнений с заданной степенью точности, который был предложен С. А. Чаплыгиным и основывается на теореме Чаплыгина. Метод предназначен для решения задачи Коши для системы ОДУ первого порядка (либо для одного ОДУ порядка выше первого) и состоит в построении двух семейств барьерных решений, последовательно приближающихся к точному решению системы.

## Описание метода

### Основная идея
Пусть дано дифференциальное уравнение, разрешённое относительно высшей производной:
{\displaystyle y^{(n)}-f(x,y,y',y'',...,y^{(n-1)})=0}.
Тогда требуется найти две функции {\displaystyle z=z(x)} и {\displaystyle u=u(x)}, равные искомому интегралу в точке {\displaystyle x_{0}} и, на некотором прилегающем к этой точке участке, удовлетворяющие неравенству {\displaystyle u<y<z}. Можно сказать, что функции {\displaystyle z} и {\displaystyle u} совпадают со сторонами AB и AC криволинейного треугольника ABC (абсцисса точки A — {\displaystyle x_{0}}), внутри которого проходит функция {\displaystyle y(x)}, причём расстояние между B и C должно быть сравнительно невелико.

### Алгоритм (для уравнения первого порядка)
Требуется решить уравнение {\displaystyle y'-f(x,y)=0}, причём функция {\displaystyle f(x,y)} удовлетворяет условию Липшица.
1. Найдём две функции {\displaystyle z_{0}} и {\displaystyle u_{0}} такие, что в точке {\displaystyle x_{0}} они являются решениями уравнения и на некотором полуинтервале {\displaystyle (x_{0},b]} выполняется:
{\displaystyle u_{0}'-f(x,u_{0})<0};
{\displaystyle z_{0}'-f(x,z_{0})>0}.
Эти функции будем считать первым приближением решения.
2. Пусть нам уже известно некоторое приближённое решение {\displaystyle z_{i}} и {\displaystyle u_{i}}, тогда следующим приближением будут функции:
{\displaystyle h(x)=u_{i}'(x)-f(x,u_{i}(x))};
{\displaystyle u_{i+1}(x)=u_{i}(x)-\int _{x_{0}}^{x}{e^{-L(x-t)}h(t)dt}};
{\displaystyle g(x)=z_{i}'(x)-f(x,z_{i}(x))};
{\displaystyle z_{i+1}(x)=z_{i}(x)-\int _{x_{0}}^{x}{e^{-L(x-t)}g(t)dt}}.
Здесь L — константа Липшица для функции {\displaystyle f(x,y)}.

Если дополнительно выполняется условие сохранения знака второй частной производной функции {\displaystyle f(x,y)} по {\displaystyle y} в области {\displaystyle (x,y)\in ([x_{0},b],[u_{i}(x),z_{i}(x)])}, то следующее приближение может быть найдено другим методом: построим две поверхности {\displaystyle \Phi (x,y)} и {\displaystyle \phi (x,y)}, одна из которых образована прямыми, проходящими через точки пересечения {\displaystyle f(x,y)} с {\displaystyle u_{i}(x)} и {\displaystyle z_{i}(x)} при фиксированном {\displaystyle x}, а вторая касательными к ней, проведёнными под минимальным углом к плоскости OXY параллельно оси OY, причём {\displaystyle \Phi (x,y)\geqslant f(x,y)\geqslant \phi (x,y)}. Тогда функции {\displaystyle z_{i+1}} и {\displaystyle u_{i+1}} могут быть получены путём решения двух линейных дифференциальных уравнений: 
{\displaystyle z_{i+1}'=\Phi (x,z_{i+1})}; {\displaystyle u_{i+1}'=\phi (x,u_{i+1})}

### Сходимость[2]
Метод Чаплыгина представляет собой обобщение метода Ньютона для решения ОДУ, следовательно, начиная с некоторого n, {\displaystyle z_{n}-u_{n}\leqslant C/{2^{2^{n}}}}.